# 張祖祺
張祖祺（1853年—？），江西撫州府臨川縣（今江西省撫州市）人，清朝政治人物、同進士出身。
光緒八年，中式順天鄉試舉人；光緒十六年，登進士，派辦神機營覈對處。同年五月，授廣西知府。光緒十七年，任廣西鄉試內簾監試。光緒十九年，委署廣西思恩府知府。光緒二十三年，任廣西潯州府知府。